# De jure
A de jure, vagy de iure latin eredetű kifejezés, melynek jelentése: jogilag, jogi értelemben, törvény szerint. Használata leggyakrabban nemzetközi jogi, illetve politikai összefüggésekben fordul elő. Gyakran fordul elő összefüggésben az ellentétes kifejezésével, mely: de facto, azaz tényleg, ténylegesen.